# Чемпионат Сербии по волейболу среди мужчин
Чемпионат Сербии по волейболу среди мужчин — ежегодное соревнование мужских волейбольных команд Сербии. Проводится с сезона 2006/07 после распада Государственного Союза Сербии и Черногории и образования независимого Волейбольного союза Сербии. 
Соревнования проходят в четырёх дивизионах — Суперлиге, 1-й лиге, 1-й лиге «Б», 2-й лиге. Организатором чемпионатов является Волейбольная лига Сербии.

## Формула соревнований (Суперлига)
Чемпионат 2024/2025 в Суперлиге проходил в два этапа — предварительный и плей-офф. На предварительной стадии команды играли в два круга. 8 лучших команд вышли в плей-офф и далее по системе с выбыванием определили финалистов, которые разыграли первенство. Серии матчей плей-офф проводились до двух (в четвертьфинале и полуфинале) и до трёх (в финале) побед одного из соперников.
За победу со счётом 3:0 и 3:1 команды получают 3 очка, 3:2 — 2 очка, за поражение со счётом 2:3 — 1 очко, 0:3 и 1:3 — 0 очков.
В чемпионате 2024/25 в Суперлиге играли 12 команд: «Раднички» (Крагуевац), «Войводина» (Нови-Сад), «Црвена Звезда» (Белград), «Дубочица» (Лесковац), «Караджордже» (Топола), «Партизан» (Белград), «Ниш», «Спартак» (Суботица), «Млади Радник» (Пожаревац), «Таково» (Горни-Милановац), «Единство» (Стара-Пазова), «Рибница» (Кралево). Чемпионский титул выиграла команда «Раднички», победившая в финальной серии «Войводину» 3-2 (3:0, 3:2, 2:3, 1:3, 3:1). 3-е место заняла «Црвена Звезда».

## Призёры
| Сезон   | 1-е место               | 2-е место                 | 3-е место                 |
| ------- | ----------------------- | ------------------------- | ------------------------- |
| 2006/07 | «Войводина» Нови-Сад    | «Рибница» Кралево         | «Раднички» Крагуевац      |
| 2007/08 | «Црвена Звезда» Белград | «Раднички» Крагуевац      | «Войводина» Нови-Сад      |
| 2008/09 | «Раднички» Крагуевац    | «Войводина» Нови-Сад      | «Црвена Звезда» Белград   |
| 2009/10 | «Раднички» Крагуевац    | «Црвена Звезда» Белград   | «Партизан» Белград        |
| 2010/11 | «Партизан» Белград      | «Войводина» Нови-Сад      | «Црвена Звезда» Белград   |
| 2011/12 | «Црвена Звезда» Белград | «Войводина» Нови-Сад      | «Раднички» Крагуевац      |
| 2012/13 | «Црвена Звезда» Белград | «Партизан» Белград        | «Раднички» Крагуевац      |
| 2013/14 | «Црвена Звезда» Белград | «Войводина» Нови-Сад      | «Партизан-Визура» Белград |
| 2014/15 | «Црвена Звезда» Белград | «Партизан-Визура» Белград | «Войводина» Нови-Сад      |
| 2015/16 | «Црвена Звезда» Белград | «Войводина» Нови-Сад      | «Нови-Пазар»              |
| 2016/17 | «Войводина» Нови-Сад    | «Црвена Звезда» Белград   | «Нови-Пазар»              |
| 2017/18 | «Войводина» Нови-Сад    | «Нови-Пазар»              | «Спартак» Суботица        |
| 2018/19 | «Войводина» Нови-Сад    | «Црвена Звезда» Белград   | «Спартак» Суботица        |
| 2019/20 | «Войводина» Нови-Сад    | «Ниш»                     | «Партизан» Белград        |
| 2019/20 | «Войводина» Нови-Сад    | «Партизан» Белград        | «Раднички» Крагуевац      |
| 2020/21 | «Войводина» Нови-Сад    | «Партизан» Белград        | «Раднички» Крагуевац      |
| 2021/22 | «Войводина» Нови-Сад    | «Спартак» Суботица        | «Црвена Звезда» Белград   |
| 2022/23 | «Партизан» Белград      | «Войводина» Нови-Сад      | «Раднички» Крагуевац      |
| 2023/24 | «Црвена Звезда» Белград | «Партизан» Белград        | «Раднички» Крагуевац      |
| 2024/25 | «Раднички» Крагуевац    | «Войводина» Нови-Сад      | «Црвена Звезда» Белград   |